# HMS Good Hope (1902)
El HMS Good Hope, fue un crucero acorazado de la clase Drake de la Marina Real Británica que participó en la Primera Guerra Mundial. Estaba destinado a recibir el nombre de HMS Africa, pero se le cambió el nombre antes de su botadura.

## Historial

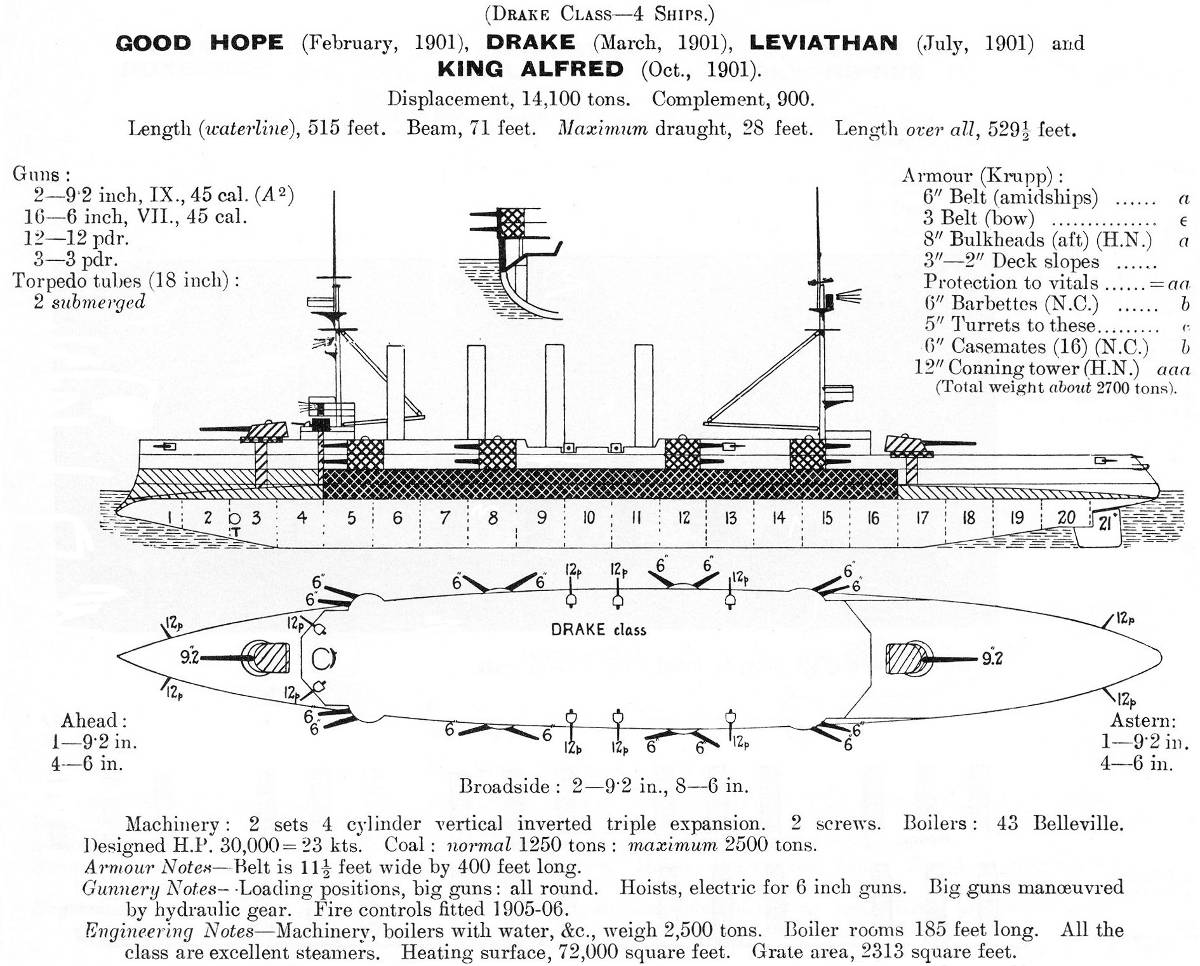

A comienzos de la contienda, los buques de su clase formaron parte de la sexta escuadra de cruceros de la Grand Fleet. Posteriormente el Good Hope pasó a ser el buque insignia del Almirante Christopher Cradock, cuya misión consistía en encontrar la escuadra de von Spee
Fue hundido por los cruceros SMS Scharnhorst y SMS Gneisenau en el transcurso de la batalla de Coronel el 1 de noviembre del año 1914, con la pérdida de toda su tripulación, incluido su comandante Christopher Cradock.
Hoy sus restos están hundidos frente a las costas chilenas, específicamente frente a la bahía de Coronel en la VIII Región del Biobío.

### Buques de la clase
• HMS Drake
• HMS King Alfred
• HMS Leviathan

### Listas relacionadas
• Cruceros acorazados por país